# W31K
W31K（だぶりゅーさんいちけー）および、W31K II（だぶりゅーさんいちけーつー）は、京セラによって開発され、KDDIおよび沖縄セルラー電話のauブランドで販売されたCDMA 1X WINの携帯電話である。

## 特徴
CDMA 1X WIN端末として初めて「フレンドリーデザイン」を採用した。キーには隙間の無い「フレームレスキー」を採用するほか、キーをドーム状に盛り上げて押しやすくした。また、文字の読み上げ機能（「声サポート」）が搭載されているのも大きな特徴であり、EZwebの読み上げにも対応した。
なお2005年9月にはマイナーチェンジバージョンの「W31K II」も発売された。ボディカラーとプリセットされている内蔵コンテンツに若干違いがあるほかは、W31Kと共通である。
また、京セラ製端末としては初の着うたフルに対応し、プリセット着うたフルとして、Q ft.アマドリ&SCLLが書き下ろした「COME BABY」が搭載されている。この曲はCMでも使用されたほか、現在は閉鎖されているが、公式サイトで試聴できた。

## 対応サービス
- EZ「着うたフル」
- EZ「着うた」（ハイクオリティステレオ対応）
- EZ・FM
- EZナビウォーク
- EZアプリ（BREW）
- EZチャンネル

## 注
1. ↑  2012年7月23日より利用不可